# جون فرنورث
جون فرنورث (بالإنجليزية: John Farnworth)‏ هو لاعب كرة قدم بريطاني، ولد في 18 يناير 1986 في Longridge ‏ في المملكة المتحدة.